# Drújne
Drújne (en (ucraïnès): Дружне) és un poble de la República Autònoma de Crimea a Ucraïna, que el 2014 tenia 169 habitants. Pertany al districte de Simferòpol.